# ملیسا باربییری
ملیسا باربییری (انگلیسی: Melissa Barbieri؛ زادهٔ ۲۰ فوریهٔ ۱۹۸۰) بازیکن فوتبال اهل استرالیا است.
از باشگاه‌هایی که در آن بازی کرده‌است می‌توان به باشگاه فوتبال نیوکاسل یونایتد جتس و باشگاه فوتبال ملبورن ویکتوری اشاره کرد.
وی همچنین در تیم ملی فوتبال زنان استرالیا بازی کرده‌است.